# Greenville (Teksas)
Greenville – miasto w Stanach Zjednoczonych, w stanie Teksas, w hrabstwie Hunt. Według spisu w 2020 roku liczy 28,2 tys. mieszkańców. Jest częścią obszaru metropolitalnego Dallas.